# Nhà thờ Thánh Nicholas ở Liptovský Mikuláš
Nhà thờ Thánh Nicholas ở Liptovský Mikuláš (tiếng Slovakia: Kostol svätého Mikuláša v Liptovský Mikuláš) là một nhà thờ Công giáo La Mã tọa lạc ở trung tâm lịch sử của thành phố Liptovský Mikuláš, vùng Žilina, Slovakia. Ngày 28 tháng 3 năm 1963, nhà thờ này được ghi danh vào Danh sách Di tích Trung ương theo quyết định của Bộ Văn hóa Cộng hòa Slovakia. Cùng năm, theo Nghị quyết của Chủ tịch Hội đồng Quốc gia Slovakia, nhà thờ được công nhận là di tích văn hóa quốc gia.

## Lịch sử
Nhà thờ Thánh Nicholas ở Liptovský Mikuláš được xây dựng trên địa điểm trước đó từng tồn tại một nhà thờ La Mã. Nhà thờ là một tòa nhà ba gian được xây dựng theo phong cách kiến trúc Gothic vào nửa sau của thế kỷ 13. Nhà thờ được xây trước khi thành lập thị trấn và phục vụ cho năm khu định cư gần đó (Vrbica, Okoličné, Ploštín, Palúdzka, và Bobrovec).
Trong hai thế kỷ 16 và 17, nhà thờ được Giáo hội Tin lành và Giáo hội Công giáo La Mã luân phiên quản lý. Giáo hội Tin lành quản lý nhà thờ trong phần lớn thế kỷ 17. Vào thế kỷ 18, nhà thờ trải qua một cuộc tái thiết theo phong cách kiến trúc Baroque. Cuối thế kỷ 19, tòa nhà bị hư hại nghiêm trọng do trận hỏa hoạn lớn xảy ra vào năm 1883. Từ năm 1941 đến năm 1943, nhà thờ được khôi phục lại theo phong cách Gothic ban đầu.